# Glacier Point

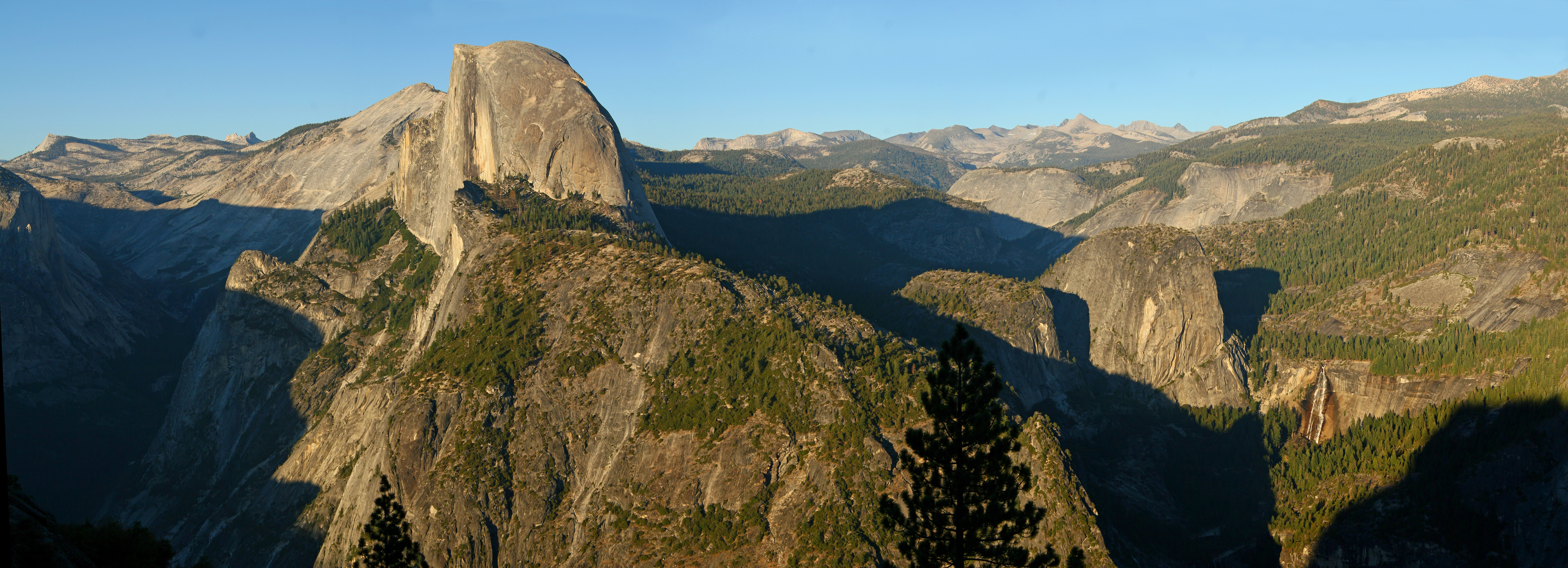
Vista do Glacier Point, da esquerda para a direita: Tenaya Canyon, Half Dome, Liberty Cap, Little Yosemite Valley, Nevada Fall

O Glacier Point é um miradouro sobre o vale de Yosemite, na Califórnia, Estados Unidos, situando-se na encosta sul do vale a uma elevação de 2 199 metros, 980 acima da Curry Village. Neste miradouro observa-se parte importante do Parque Nacional de Yosemite, incluindo as Yosemite Falls, o Half Dome, a Vernal Fall, a Nevada Fall e o Clouds Rest.